# أبو لية
أبو لية قرية في ناحية جب الجراح التابعة لمنطقة المخرم في محافظة حمص في سورية.